# Laulne
Laulne település Franciaországban, Manche megyében. Lakosainak száma 185 fő (2022. január 1.). Laulne Le Plessis-Lastelle, Gorges, Saint-Patrice-de-Claids és Vesly községekkel határos.

## Népesség
A település népességének változása:
| Lakosok száma | 235  | 211  | 198  | 154  | 153  | 174  | 189  | 196  | 193  | 185  |
|               | 1968 | 1982 | 1990 | 2006 | 2013 | 2015 | 2017 | 2019 | 2020 | 2022 |